# Satara
Satara es una ciudad censal situada en el distrito de Aurangabad en el estado de Maharashtra (India). Su población es de 39973 habitantes (2011). Se encuentra a 6 km de Aurangabad.

## Demografía
Según el censo de 2011 la población de Satara era de 39973 habitantes, de los cuales 21044 eran hombres y 18929 eran mujeres. Satara tiene una tasa media de alfabetización del 88,42%, superior a la media estatal del 82,34%: la alfabetización masculina es del 92,90%, y la alfabetización femenina del 83,49%.